# Джордже Балашевич
Джордже Балашевич (серб. Đorđe Balašević, Ђорђе Балашевић; народився 11 травня 1953 у Новому Саді — 19 лютого 2021) — сербський співак та автор пісень. Розпочав свою кар'єру 1977 року як учасник рок-гурту Žetva, який покинув заради формування поп-рокового гурту Rani Mraz. Після випуску двох альбомів Rani Mraz припинив існування, а Балашевич розпочав успішну сольну кар'єру, що тривала аж до смерті. Якщо його ранні роботи мали рокову орієнтацію, то у пізній творчості він використовує елементи року, шансону та народної музики; його тексти найчастіше романтичного чи гумористичного змісту, або торкаються політичних чи соціальних тем.

## Дискографія

### з Žetva
Синґли
- «U razdeljak te ljubim» / «Srce mi je kao ratar» (1977)

### з Rani Mraz
Студійні альбоми
- Mojoj mami umesto maturske slike u izlogu (1979)
- Odlazi cirkus (1980)

Синґли
- «Moja prva ljubav» / «Kristifore crni sine…» (1978)
- «Računajte na nas» / «Strašan žulj» (1978)
- «Oprosti mi Katrin» / «Život je more» (1978)
- «Panonski mornar» / «Moja draga sad je u Japanu» (1979)
- «Lagana stvar» / «Prvi januar (popodne)» (1979)
- «Tri puta sam video Tita» / Tri puta sam video Tita — instrumental" (1981)

### Сольна
Студійні альбоми
- Pub (1982)
- Celovečernji The Kid (1983)
- 003 (1985)
- Bezdan (1986)
- Panta Rei (1988)
- Tri posleratna druga (1989)
- Marim ja… (1991)
- Jedan od onih života… (1993)
- Na posletku… (1996)
- Devedesete (2000)
- Dnevnik starog momka (2001)
- Rani mraz (2004)

Живі альбоми
- U tvojim molitvama — Balade (1987)
- Da l' je sve bilo samo fol? (1997)

Компіляції
- Najveći hitovi (1991)
- The Best Of Vol. 2 (87 — 92) (1993)
- Ostaće okrugli trag na mestu šatre (2003)

Синґли
- «Ljubio sam snašu na salašu i druge priče» (1978)
- «Hej čarobnjaci svi su vam đaci» / «Hej čarobnjaci svi su vam đaci — instrumental» (1982)
- «1987.» / «Poluuspavanka» (1987)

Триб'ют-альбом
- Neki noviji klinci i… (2007)

## Книги
- Računajte na nas — книга віршів
- I život ide dalje
- Jedan od onih života — роман
- Dodir svile (1998) — книга віршів
- Tri posleratna druga — роман
- …i od dva-tri akorda (jer ni ne umem bolje ja…) — книга віршів
- Kao rani mraz — сценарій для фільму